# Rita Ora
Rita Ora, de son nom complet Rita Sahatçiu Ora est une chanteuse, mannequin et actrice albano-britannique née le 26 novembre 1990 à Pristina.

## Biographie

### Enfance et débuts
Rita Sahatçiu, dite Rita Ora, est née le 26 novembre 1990 à Pristina, en Yougoslavie,, de parents albanais du Kosovo. Sa famille déménage au Royaume-Uni un an après sa naissance. Elle a grandi à Portobello Road, dans l'Ouest de Londres. Elle a une sœur, Elena, et un frère, Don.
Elle commence à chanter dès son plus jeune âge,. En 2004, elle apparait dans le film britannique Spivs. En 2009, Ora participe à l'émission Eurovision: Your Country Needs You sur BBC One pour représenter le Royaume-Uni au Concours Eurovision de la chanson 2009 mais, ne se sentant pas prête, elle se retire après quelques épisodes.
En 2007, Rita Ora apparaît sur le titre Awkward de Craig David, puis en 2008 sur la chanson Where's Your Love, avec Tinchy Stryder (en) en artiste invité, titre dont le clip fait apparaître Rita Ora. Elle commence alors à chanter dans les bars de Londres et de ses environs et en 2009 un A&R de Roc Nation la remarque et la convie à rencontrer Jay-Z à New York. La même année, Ora effectue un caméo dans les clips Young Forever de Jay-Z et Over de Drake. Ora retient l'attention de Jay-Z et signe un contrat avec le label Roc Nation,.

### Percée etOra(2011–2013)
Au cours de l'année 2011, Ora publie des vidéos virales sur l'enregistrement de son premier album. Le 14 décembre 2011, DJ Fresh et Ora sortent le clip vidéo de la chanson Hot Right Now sur YouTube. Le single sort le 12 février 2012 et se classe à la première place du UK Singles Chart.
Le 24 février 2012, Rita Ora se retrouve invitée, aux côtés de Jay-Z, par la station de radio new-yorkaise Z100 : c'est à cette occasion qu'est diffusé son premier single How We Do (Party). La chanson reprend le refrain de la chanson Party and Bullshit (en) de The Notorious B.I.G..
Elle enregistre son premier album studio, O.R.A., sur deux ans. Will.i.am, Ester Dean, Drake, The-Dream, Kanye West et Stargate participent à cet album,. O.R.A. se veut pop avec des influences jazz ou de chanteuses comme Monica, Aaliyah et Gwen Stefani, Dafina Zeqiri. Elle confirme les chansons Roc the Life, Love at War, Facemelt et Shine Ya Light (tourné au Kosovo) sur son album. Un deuxième single R.I.P. sort début mai avec en featuring Tinie Tempah. Le single se classe à la première place des ventes durant les deux premières semaines d'exploitation.

### Second album (2013-2019)
Le 23 mars 2013, Ora joue comme invitée au Bal de la Rose du Rocher, organisé par Karl Lagerfeld, à Monte-Carlo, pour aider la fondation Fondation Princesse-Grace-de-Monaco. Le 24 mai 2013, Ora chante comme artiste principale au concert 1Xtra Arena/In New Music We Trust du Radio 1's Big Weekend. Le 28 juin 2013, Rita Ora chante au Pyramid Stage à Glastonbury. Elle devient égérie de la marque DKNY après Cara Delevingne (avec qui elle est amie) en fin juillet 2013.
En 2014, elle devient égérie de la marque cosmétique Rimmel.

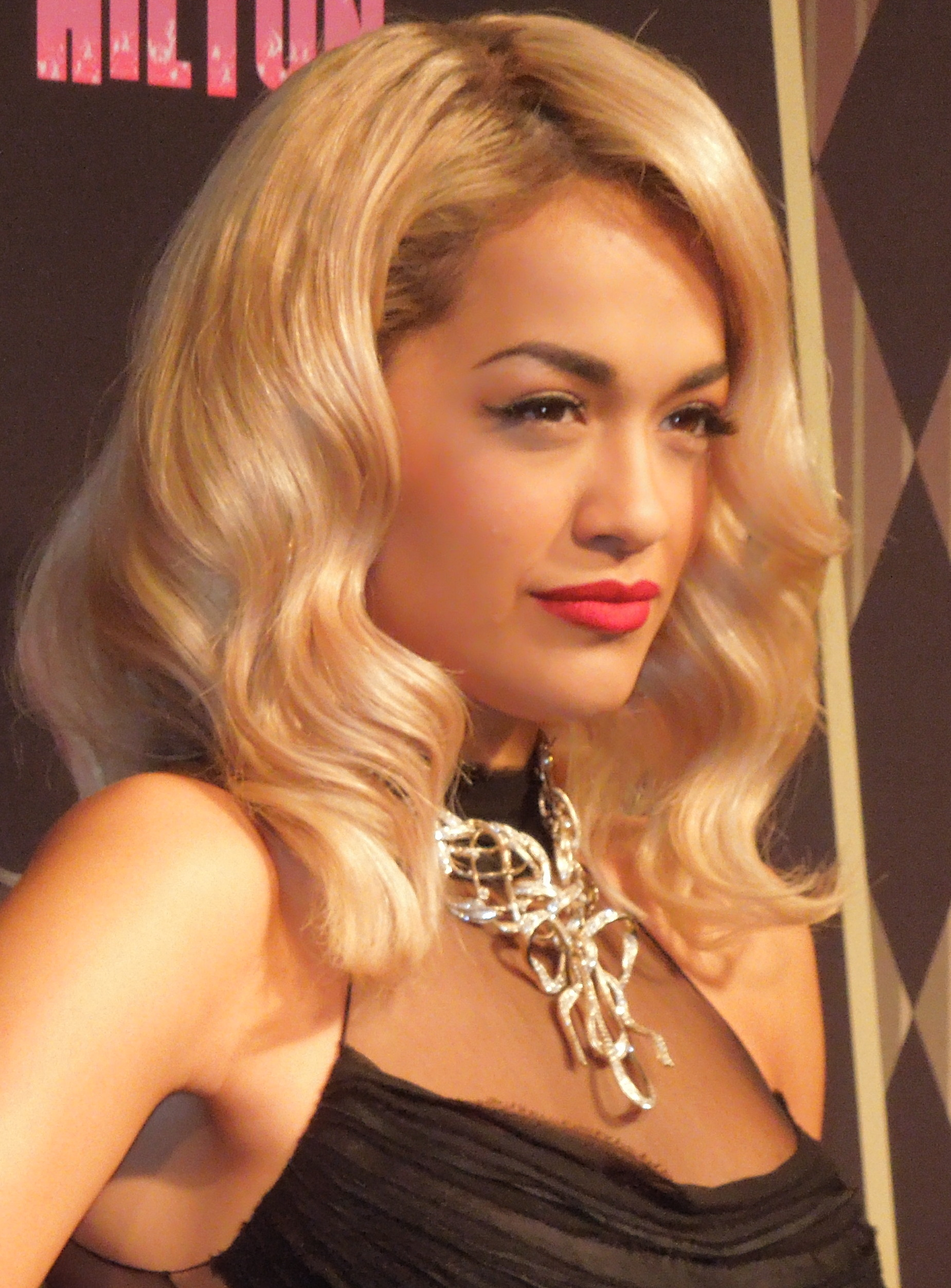
Rita Ora en 2012.

Le 30 janvier 2014, Rita Ora annonce le premier single de son album, I Will Never Let You Down, produit par Calvin Harris,. En avril 2014, elle révèle à Fuse qu'il sera produit par Diplo et DJ Mustard et une collaboration avec Prince. Le 18 mai 2014, la chanson débute à la première place au UK Singles Chart. Le 15 août 2014, la rappeuse Iggy Azalea sort la chanson Black Widow en featuring avec Rita Ora.
Elle remplace Kylie Minogue lors de la 4e saison de The Voice UK en janvier 2015, et elle est choisie pour interpréter le rôle de Mia Grey, la petite sœur du milliardaire Christian Grey, dans le film Cinquante Nuances de Grey, sorti en février 2015. Il s'agit de son premier rôle au cinéma. En janvier 2015, elle sort le single.
Doing It en collaboration avec la chanteuse britannique Charli XCX. Elle présente ensuite une nouvelle collection pour la marque Adidas. En juin 2015, elle sort un nouveau single intitulé Poison (en). Début août 2015 elle sort un nouveau single intitulé Body on me (en) en featuring avec Chris Brown.
En juin 2016, elle quitte le label Roc Nation, après une procédure judiciaire. La chanteuse n'aura sorti qu'un seul album sur Roc Nation. Elle affirme que personne ne s'occupait de ses projets. Toujours en 2016, pour la 23ème saison (en), elle remplace Tyra Banks à la présentation de l'émission Top Model USA,.
Le premier single de son second opus à venir, Your Song, écrit par Ed Sheeran, sort en mai 2017. En août 2017, sort Lonely Together de Avicii en collaboration avec Rita Ora. Le second single, Anywhere sort le 20 octobre 2017. Le 11 mai 2018, elle sort le titre Girls en collaboration avec Charli XCX, Cardi B et Bebe Rexha. En septembre 2018, il est annoncé pour le 23 novembre 2018, la sortie de son deuxième album Phoenix.
En 2018, elle interprète la chanson For you avec Liam Payne, chanson qui est également la bande originale du film Cinquante Nuances plus claires.
En 2019, la chanteuse britannique affirme son implication dans le monde de la mode en devenant ambassadrice de la maison Escada et en lançant une collection de chaussures de luxe avec le créateur Giuseppe Zanotti.
En avril 2019, elle apparait en featuring sur le single Carry On de Kygo, pour la BO du film Pokémon : Détective Pikachu, qui est un succès, en arrivant dans le Top 10 dans de nombreux pays tels que l'Australie, la Nouvelle-Zéalande, la Norvège et aux États-Unis,,.

### EP:Bang(depuis 2021)
Le 12 février, elle dévoile au grand public son court métrage Bang comprenant les chansons Big, Bang Bang, Mood et The One en collaboration avec le DJ Imanbek.

### 2023: Troisième album "You & I"
Le 14 juillet 2023, Rita Ora publie son troisième album "You & I". Inspiré par son mariage Taika Waititi, le disque est entre autres promu par les singles "Praising You", "You Only Love Me" ou encore "Don't Think Twice".

## Vie privée
D'un père musulman et d'une mère chrétienne, elle se dit spirituelle mais non religieuse,.
En 2012, Rita Ora vit une liaison avec Robert Kardashian Jr, benjamin du clan Kardashian,. Après leur rupture, ce dernier multiplie les attaques personnelles à l'encontre de la chanteuse. Celle-ci révèle, au cours d'une interview pour le magazine Look, que ce comportement aurait pu nuire à sa carrière.
De 2013 à 2014 elle sort avec le DJ Calvin Harris, dont elle se sépare le 7 juin 2014. Cette séparation l'empêche de se produire aux Teen Choice Awards 2014 car Calvin Harris refuse de donner son autorisation.
En 2015, Rita Ora subit de nouvelles attaques d'A$AP Rocky. Le rappeur sera très décrié de ce fait et la chanteuse répondra, lorsque la question sera abordée : « Je ne veux pas que les gens pensent qu'il est acceptable de parler ainsi des femmes. C'est tout. »,,.
En 2018, Rita Ora annonce être bisexuelle à l'occasion de la sortie de son titre Girls. Cependant, elle sera ciblée par de nombreux détracteurs lui reprochant de faire preuve d'opportunisme et de faire la promotion du Male gaze en marginalisant les relations lesbiennes. Elle s'exprimera alors sur Twitter en déclarant : « Girls a été écrite pour représenter ma vérité et décrit une véritable partie de ma vie. J’ai eu des relations amoureuses avec des femmes et des hommes dans ma vie et ceci est mon parcours personnel. ». La chanteuse présentera ses excuses pour les offenses auprès de la communauté LGBT,,.
En 2021, elle se présente en couple avec l'acteur Taika Waititi lors de l'avant première du film The Suicide Squad, qui a lieu le 2 août à Los Angeles.
La même année, des photos volées et publiées par la presse, notamment le DailyMail, la dévoilent en compagnie de l'actrice Tessa Thompson et de l'acteur Taika Waititi s'embrassant, puis l'embrassant ensuite, laissant supposer qu'ils forment un trouple (ménage à trois).
En août 2022, Rita Ora et Taika Waititi se marient lors d'une cérémonie privée à Londres.

## Concerts

### Artiste principale
- Ora Tour (2012)
- Radioactive Tour (2013)
- The Girls Tour (2018)
- Phoenix World Tour (2019)

### Première partie
- Drake : Club Paradise Tour (2012)
- Coldplay : Mylo Xyloto Tour (2012)[54]

## Discographie
- 2012 : Ora
- 2018 : Phoenix
- 2021 : Bang
- 2023 : You & I

## Filmographie

### Cinéma
- 2004 : Spivs de Colin Teague : Rosanna (non créditée)
- 2013 : Fast and Furious 6 de Justin Lin : la fille qui lance la course à Londres entre Dominic et Leticia (caméo)
- 2013 : Made in America (documentaire) de Ron Howard : elle-même
- 2015 : Cinquante Nuances de Grey (Fifty Shades Of Grey) de Sam Taylor-Wood : Mia Grey
- 2015 : La Rage au ventre (Southpaw) d'Antoine Fuqua : Maria Escobar
- 2017 : Cinquante Nuances plus sombres (Fifty Shades Darker) de James Foley : Mia Grey
- 2018 : Cinquante Nuances plus claires (Fifty Shades Freed) de James Foley : Mia Grey
- 2019 : Pokémon : Détective Pikachu de Rob Letterman : Docteur Laurent
- 2021 : Twist de Martin Owen : Dodge
- 2023 : Wonderwell de Vlad Marsavin : Yana
- 2025 : Tin Soldier de Brad Furman : Mama Suki

Prochainement
- 2025 : He Bled Neon de Drew Kirsch
- 2026 : Voltron de Rawson Marshall Thurber

### Télévision

#### Séries télévisées
- 2009 : The Brief (en), saison 1, épisode 3 : Jaclyn Livermore
- 2015 : Empire, saison 1, épisode 12 : elle-même
- 2022-2023 : Kung Fu Panda : Le Chevalier Dragon (Kung Fu Panda : The Dragon Knight) : Luthera / Wandering Blade
- 2023 : En pleine nature avec Bear Grylls : Le Challenge, saison 2, épisode 6 : elle-même
- 2025 : Too Much, épisode 9 : elle-même

#### Téléfilms
- 2024 : Descendants : L'Ascension de Red (Descendants: The Rise Of Red) de Jennifer Phang : Reine de coeurs

Prochainement
- 2026 : Descendants: Wicked Wonderland de Kimmy Gatewood : Reine de coeurs

## Émissions de télévision
Cette section n'a pas vocation à évoquer les émissions dans lesquelles elle est une simple invitée.
- 2015: The Voice UK : membre du jury
- 2016-2017 : Top Model USA : présentatrice et juge
- 2020 : MTV Europe Music Awards 2020 : présentatrice
- 2020-2022 : The Masked Singer UK : membre du jury
- 2021-2023 : The Voice AU : membre du jury